# Вольный город Франкфурт

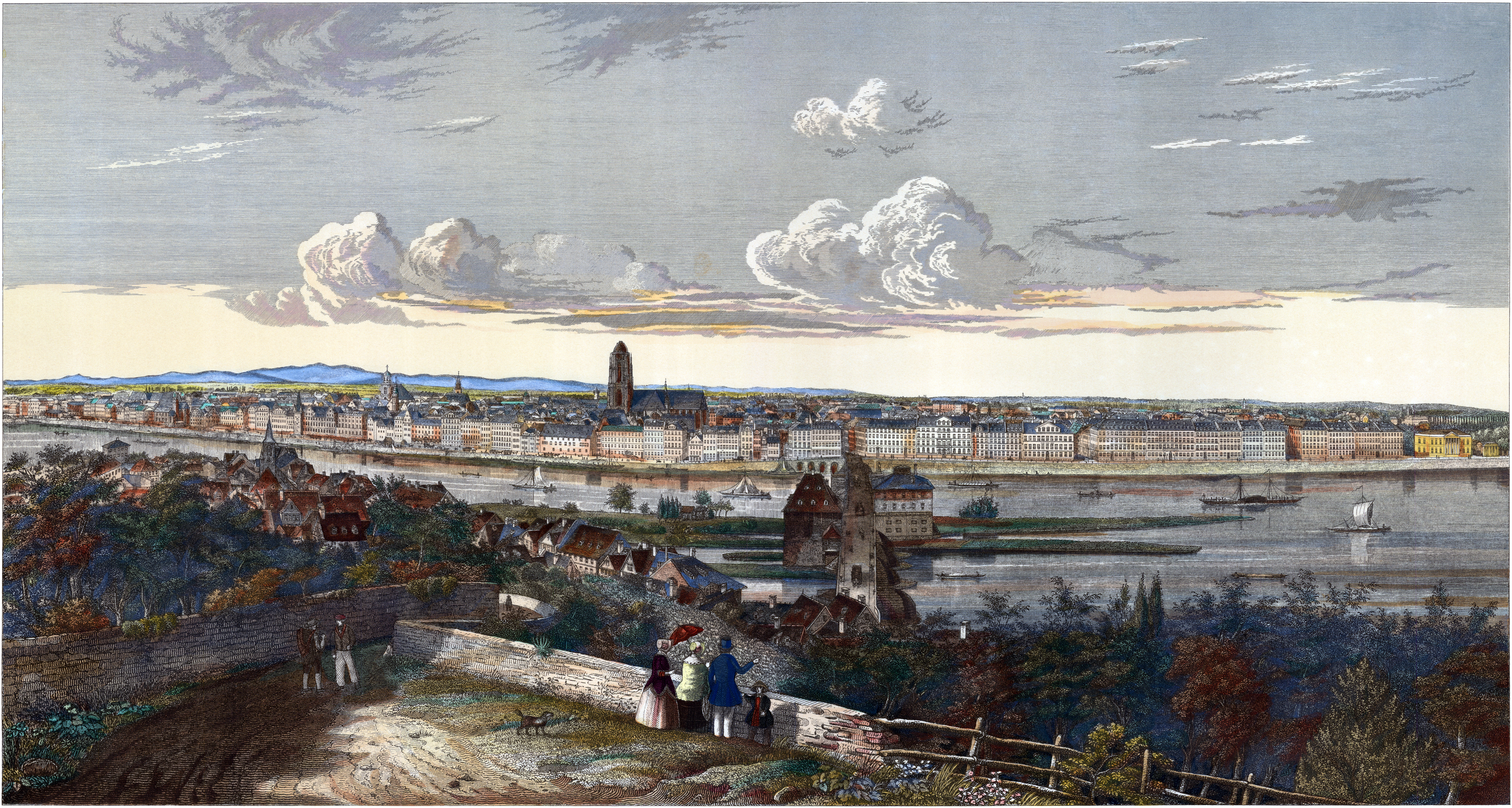
Вольный город Франкфурт на гравюре 1845 года

Вольный город Франкфурт (нем. Freie Stadt Frankfurt) — город-государство, образованное на месте Великого герцогства Франкфурт из его столицы, города Франкфурт-на-Майне. Существовало в составе Германского Союза на протяжении полувека — с 1816 по 1866 годы. После австро-прусской войны аннексировано Гогенцоллернами и вошло в состав Прусского королевства.

## История
Когда в ноябре 1813 года во Франкфурт вступили союзники, город был поставлен под управление особого правительственного совета, на обязанности которого лежало восстановление старинных учреждений.
На венском конгрессе 1815 года Франкфурт был признан вольным городом Германского союза и в нём было назначено местопребывание союзного сейма. Изменившиеся обстоятельства не допускали восстановления старых порядков в полном объёме; городской совет в 1816 году выработал «дополнительный к конституции акт» (нем. Constitutions-Ergänzungs-Acte zu der alten Stadt-Verfassung der freien Stadt Frankfurt). Ha основании этого акта город Франкфурт (с незначительными земельными владениями в окрестностях) объявлен самостоятельным членом Германского союза; признана гражданская и политическая равноправность всех христианских исповеданий; управление делами города поручено «совокупности (христианского) гражданства в широком и республиканском смысле»; право гражданства могло быть дано сенатом лицам, обладающим имуществом не менее чем в 5000 гульденов, с предоставлением, однако, законодательному корпусу делать исключения из этого правила в пользу «превосходных талантов». Законодательная власть разделена между законодательным корпусом, сенатом и постоянным комитетом граждан (нем. Ständiger Bürgerausschuss; соответствовала Bürgerschaft других вольных городов). Законодательный корпус (Gesetzgebender Körper) состоял из 20 членов сената и 20 членов постоянного комитета, избираемых этими учреждениями из своей среды, и 45 членов, специально избираемых на годичный срок гражданством города Франкфурт, двухстепенной подачей голосов.
Было три класса граждан:
1. дворяне, учёные всех факультетов, чиновники, духовные и т. д.;
2. купцы;
3. ремесленники и все прочие граждане, пользующиеся гражданскими правами.

Каждый класс избирал по 25 выборщиков, а эти 75 выборщиков избирали уже членов законодательного корпуса. Сенат (Senat) состоял из 42 сенаторов, делившихся на 3 разряда; разряд «старших сенаторов, или шеффенов» (Bank der Schöffen), пополнялся по старшинству из сенаторов второго разряда; разряд «младших сенаторов» и «сенаторов третьей скамьи» (Dritte Bank) пополнялся из разных классов граждан, способом, соединявшим кооптацию со жребием. Таким же образом замещались вакантные места и в постоянном комитете, состоявшем из 51 члена. Сенат и постоянный комитет, деля с законодательным корпусом законодательную власть, были в то же время административными органами; из среды первого выбирались старший (Ältere Bürgermeister) и младший бургомистры (Jüngere Bürgermeister).
Под действием этой конституции Франкфурт существовал до 1848 года довольно спокойно; только 3 апреля 1833 года произошло так называемое «Франкфуртское покушение».
В 1843 году евреям предоставлено некоторое участие в избрании выборщиков в законодательный корпус.
В 1848 году на Франкфурт стали смотреть, в особенности республиканцы, как на историческую и естественную столицу свободной Германии. Здесь собрался сначала предварительный парламент, потом национальное собрание. В городе во время заседаний парламента несколько раз происходили волнения, переросшие в сентябре в восстание, в связи с общим ходом событий подействовавшие даже на архаические сенат и законодательный корпус Франкфурта, они постановили поручить составление новой конституции учредительному собранию, избранному всеобщей подачей голосов.
В октябре 1848 года учредительное собрание было избрано и в течение нескольких месяцев выработало демократическую конституцию. Однако, за эти месяцы обстоятельства успели измениться; сенат, 31 декабря 1849 года, объявил, что он отказывается даже довести до народного голосования проект конституции. Вместе с законодательным корпусом он сам приступил к пересмотру старой конституции. После долгих переговоров состоялся «органический закон 1855 года», которым несколько смягчены сословные различия, отменены три разряда сенаторов (старый способ их избрания сохранен почти в том же виде) и сделаны некоторые другие частные изменения в государственном механизме.
Дальнейшие изменения, более существенные, произведены в 1864 году (свобода промыслов, полная эмансипация евреев).
В 1863 году во Франкфурте состоялся съезд германских государей, под председательством императора Франца-Иосифа.
В 1866 году во время войны между Пруссией и Австрией, Франкфурт присоединил свой военный отряд к войскам последней. 14 июля 1866 года, ввиду приближения прусских войск к Франкфурту, из него удалился союзный сейм, перенёсший свои заседания в Аугсбург. 16 июля, после битвы при Ашаффенбурге во Франкфурт вступили пруссаки, под командой генерала Фогеля фон-Фалькенштейна, который обложил город контрибуцией в 6 млн гульденов, обременил его постойной и другими повинностями, и своими угрозами, грубостью и самоуправством довел до самоубийства бургомистра Фелльнера.
Пруссаки быстро взяли в свои руки всю правительственную машину. 17 августа прусский король довел до сведения прусского ландтага о присоединении Франкфурта к Пруссии. 7 сентября ландтаг санкционировал это присоединение, в нижней палате — 273 голосами против 14, в верхней — всеми против одного. Этим самостоятельная история Франкфурта окончилась.
При присоединении Франкфурта к Пруссии в нём было 78 000 жителей.